# Frederick William Shotton
Frederick William Shotton MBE FRS (* 8. Oktober 1906; † 21. Juli 1990) war ein britischer Geologe und Professor in Birmingham.

## Ausbildung
Shotton wuchs in Coventry auf. Er besuchte die dortigen Barlake School, eine Privatschule. Danach studierte er in Cambridge Naturwissenschaften und Geologie. Er erhielt 1921 seinen Bachelor-Abschluss mit First Class Honours, d. h. mit bester Note. Erst nach dem Zweiten Weltkrieg wurde er 1947 promoviert.

## Militärgeologe
Shotton wurde 1938 Angehöriger der Reserve, wurde aber erst 1940 eingezogen und arbeitete bei den Royal Engineers als Geologe, zunächst in England, dann im Nahen Osten, wo er hydrologische Untersuchungen zur Wasserversorgung der Truppen durchführte, was letztlich auch zum Erfolg der 8. Armee in der Zweiten Schlacht von El Alamein 1942 beitrug. Danach arbeitete er an Spezialkarten und geologischen Untersuchungen zur Befahrbarkeit der Strände in Vorbereitung der Landung der alliierten Truppen in der Normandie. Für seine militärischen Verdienste wurde er nach dem Krieg zum Member des Order of the British Empire ernannt.

## Lehre und Forschung
Nach dem Krieg war Shotton kurze Zeit Professor an der Universität Sheffield. Von 1949 bis zu seiner Emeritierung 1974 leitete er den Geologie-Fachbereich der University of Birmingham.
Sein Forschungsgebiet war vor allem die Geologie der Midlands. 1954 erhielt er die Prestwich Medal der Geological Society of London. Er wurde 1956 zum Fellow of the Royal Society ernannt.
Von 1964 bis 1966 war er Präsident der Geological Society of London. Ihm zu Ehren ist das Shotton-Schneefeld im ostantarktischen Coatsland benannt.

## Schriften
Shotton’s Beiträge zum Quartär und Pleistozän erschienen u. a. in den Philosophical Transactions of the Royal Society of London oder den Proceedings of the Coventry Natural History and Scientific Society.
- Herausgeber: British quaternary studies. Recent advances. Clarendon, London 1977, ISBN 0-19-854414-6.